# Xhanfise Keko
Xhanfise Keko, znanyteż jako Xhanfize Keko, właśc. Xhanfise Çipi (ur. 27 stycznia 1928 w Gjirokastrze, zm. 22 grudnia 2007 w Tiranie) – albańska reżyserka i scenarzystka filmowa. Była pierwszą kobietą-reżyserem w historii kina albańskiego.

## Życiorys
Pierwszym jej kontaktem ze światem filmu była praca bileterki w jednym z kin w Tiranie, którą podjęła w 1947 r. Po ukończeniu dwuletniego kursu montażu filmowego w Moskwie od 1952 zaczęła pracować jako montażystka w Studiu Filmowym Nowa Albania (jako pierwsza w Albanii kobieta na tym stanowisku). W 1952 w czasie inauguracji Studia Filmowego Nowa Albania została sfotografowana, jak wręcza Enverowi Hodży nożyczki do przecięcia wstęgi – zdjęcie to ukazało się w albańskiej prasie.
W 1963 zrealizowała swój pierwszy film dokumentalny. Po kilku próbach dokumentalnych w 1971 zadebiutowała jako reżyser filmów fabularnych. W ciągu następnych 13 lat pracy twórczej Xh. Keko zrealizowała 12 filmów fabularnych, głównie dla widowni dziecięcej. W jej dorobku znalazło się także 18 filmów dokumentalnych. Napisała też scenariusze do trzech filmów. Jej dzieła należały do pierwszych filmów albańskich, które pojawiły się na międzynarodowych festiwalach filmowych. Film Beni ecën vetë otrzymał nagrody na Festiwalu Filmów dla Dzieci i Młodzieży we włoskim Salerno i w Belgradzie. Fjoralba Miraka określiła Xhanfise Keko mianem pionierki kina kobiecego w Albanii.
Uhonorowana tytułem Artysty Ludu (alb. Artist i Popullit) w 1984 r. Jej mężem był operator Endri Keko, a synem pisarz Teodor Keko.
W 2008 ukazały się pośmiertnie jej pamiętniki – Dni mojego życia (alb. Ditët e jetës sime). Także pośmiertnie została uhonorowana tytułem Honorowej Obywatelki Beratu. Imię reżyserki noszą ulice w północnej części Tirany (dzielnica Xhamlliku) i w Durrësie.

## Filmy fabularne
- 1972: Kryengritje në pallat
- 1973: Mimoza llastica
- 1974: Qyteti më i ri në botë
- 1975: Beni ecën vetë
- 1976: Tinguj lufte
- 1977: Tomka dhe shokët e tij
- 1978: Pas gjurmëve
- 1980: Partizani i vogël Velo
- 1981: Kur xhirohej një film
- 1982: Një vonesë e vogël
- 1984: Taulanti kërkon një motër

## Filmy dokumentalne
- 1963: Tregim për njerëzit e punës (Opowieść o ludziach pracy)
- 1967: Gra heroike shqiptare përpara (Naprzód heroiczne kobiety albańskie)
- 1968: Kalitemi nepërmjet aksioneve
- 1968: Lart flamujt e aksioneve
- 1969: Nga festivali artistik i fëmijve (Z dziecięcego festiwalu artystycznego)
- 1971: A, B, C, ZH
- 1976: Malësorët pas komisarëve